# Safim

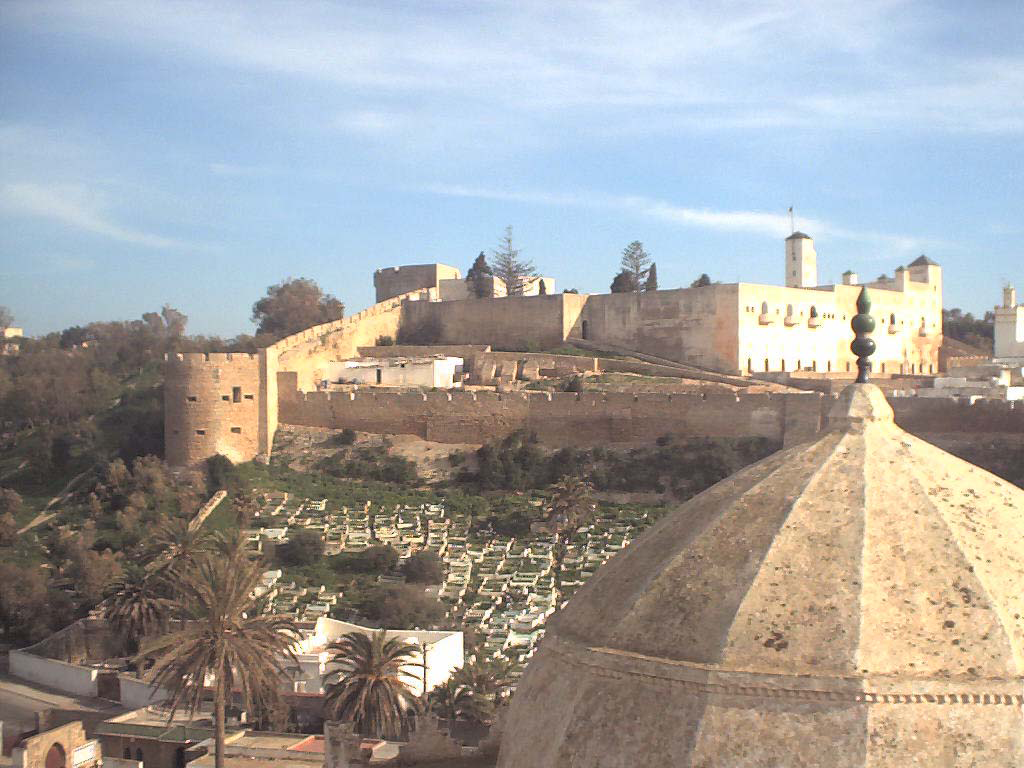
O Palácio do Sultão (Dar Sultan) e o antigo cemitério

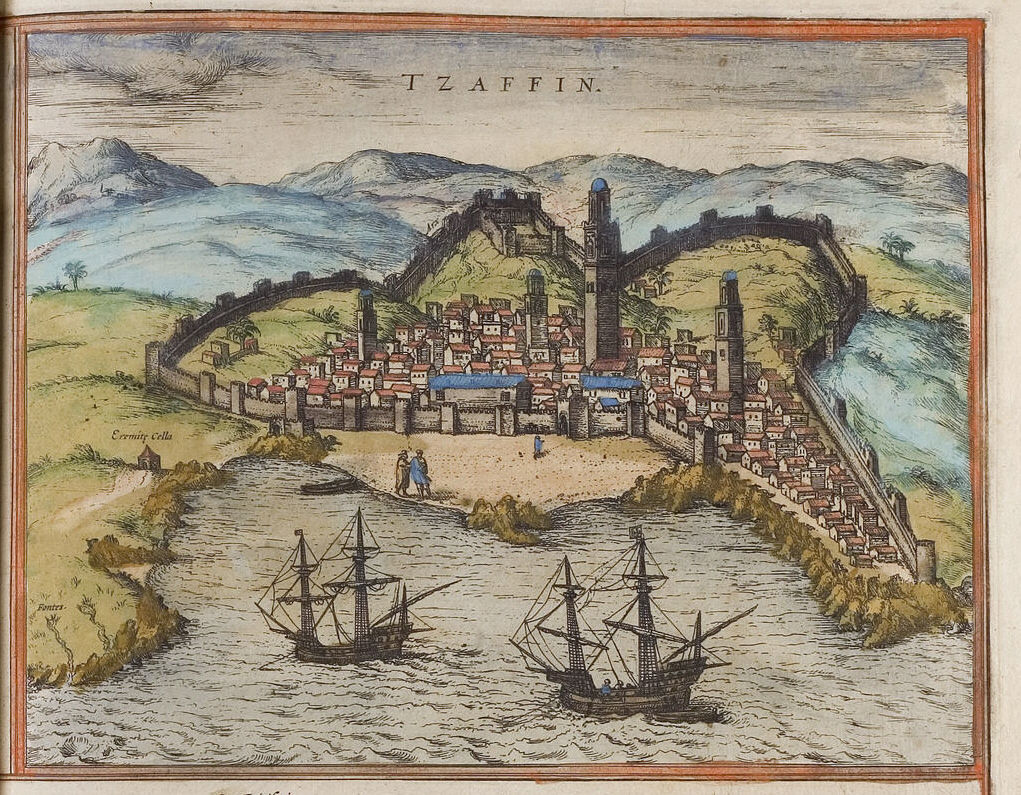
Safim no século XVI, numa gravura da obra Civitates Orbis Terrarum (1572-1617) do geógrafo alemão Georg Braun

Safim ou Safi (em berbere : Asfi ⴰⵙⴼⵉ ; em árabe: آسَفي; romaniz.: Assafi;) é uma cidade costeira do oeste de Marrocos, capital da província de Safim e pertencente a região de Marraquexe-Safim. Em 2014 tinha 308.508 habitantes.
Está situada na costa atlântica, na foz do uádi Châaba e na orla do planalto de Abda, 135 quilómetros a sudoeste de El Jadida, 245 quilómetros a sudoeste de Casablanca, 125 quilómetros a nordeste de Essaouira, 300 quilómetros a norte de Agadir e 150 quilómetros a noroeste de Marraquexe.
Foi uma possessão portuguesa entre 1508 e 1541, referida como praça-forte de Safim. Atualmente é uma cidade industrial e portuária, por onde são escoados para exportação os fosfatos e onde se concentra a maior parte da indústria marroquina de fertilizantes ligada aos fosfatos, produto do qual Marrocos é o principal exportador mundial. É também conhecida por ser o principal porto de pesca de sardinha de Marrocos e pela sua indústria química e pela cerâmica, tanto artesanal como industrial. Apesar da sua vocação industrial, a produção agrícola tem também grande relevância económica, empregando metade da população da região.

## História

### Antiguidade e Idade Média
As referências escritas sobre o aparecimento de Safim são escassas. O cabo Ussádio, um entreposto fenício a crer nos escritos de Ptolemeu, provavelmente frequentado mais tarde pelos romanos, aparece nos textos árabes com o nome de Asfi a partir do século XI como um pequeno porto de interesse local.
Safi (Hadirat al Mouhit), ou cidade do mar envolvente, segundo a expressão de ibne Caldune, era o porto da capital do Califado Almóada, Marraquexe, no século XII e tinha relações diretas com o Alandalus. Era então muito urbanizada, dotada de importantes fortificações e duma grande mesquita central, a qual se encontrava ligada a numerosas instituições. Sob os almóadas, no sinal do século XII, Abu Maomé Sale, que depois viria a ser o santo padroeiro da cidade, fundou um arrábita (espécie de convento fortificado) no subúrbio de Taçafine (Tasaffyn) chamada Alçafi (Al-Safy), cuja função religiosa ganha grande fama.
Na cidade são fundadas duas ordens religiosas, as primeiras do seu género em Marrocos: uma tariqa (irmandade sufista) e a Tafa dos Hujaje, uma organização de peregrinações a Meca, com uma extensa rede de centros de acolhimento (Sijilmassa, Tremecém, Bugia, Cirenaica, Alexandria, etc.), numa época em que essa obrigação islâmica estava suspensa devido à insegurança.
Formada por duas entidades urbanas, a cidade é dotada no século XIV dum madraçal, edificado pelo sultão merínida Alboácem Ali ibne Otomão, um bimaristão (hospital), além de várias outras instituições, como uma qaysaria, um motassebe, ao mesmo tempo que Safim se afirma como um lugar de trocas comerciais importantes com Génova, Sevilha, Marselha e outros grandes portos comerciais mediterrânicos. No final do século XV, a pressão portuguesa acentua-se.

### Possessão portuguesa
Constituía-se na capital fortificada de um pequeno reino muçulmano, que reconhecia a soberania de Portugal desde 1488, época das conquistas portuguesas de Arzila e Tânger. Naquele ano, o alcaide da cidade reconhecia o "rei de Portugal como seu senhor, por si e por seus concidadãos, presentes e futuros", e comprometia-se a pagar um tributo de 300 meticais de ouro ou o seu valor em mercadorias. Como símbolo dessa suserania recebia "a bandeira real e um atabaque" que o rei de Portugal lhe entregava; em contrapartida, tanto o alcaide como os moradores da cidade podiam circular sem restrições em todos os "domínios portugueses daquém e além-mar", podendo neles negociar em pé de igualdade com "os outros seus naturais ou vassalos".
A cidade foi conquistada sem dificuldade por Diogo de Azambuja em 1508, vindo a ser abandonada em 1542, após a queda da Fortaleza de Santa Cruz do Cabo de Gué no ano anterior (1541). O seu complexo defensivo contava com cerca de três quilómetros de muralhas envolvendo a cidade, dominada por uma fortificação construída pelos portugueses: o chamado Castelejo ("Kechla"). Via de penetração para Marraquexe, a cidade e sede episcopal de Safim recebeu uma forte cerca amuralhada com risco dos irmãos Diogo de Arruda e Francisco de Arruda (1512) com destaque para um imponente baluarte circular que ladeava a porta do chamado "Castelo de Terra", cujas obras só seriam concluídas em 1540, dois anos antes do abandono da praça. Posteriormente a 1512, foi erguido ainda o chamado "Castelo do Mar", em estilo manuelino, a título de obra complementar, para defesa do porto.
É considerada como a mais bela das praças-fortes portuguesas no Marrocos. As suas estruturas foram objeto de restauração nas últimas décadas, encontrando-se em excelente estado de conservação. No "Castelo do Mar" encontram-se actualmente trinta peças de artilharia, algumas das quais portuguesas. Destacam-se ainda os vestígios da antiga catedral, convertida em uma mesquita, actualmente requalificada como museu.

#### Governadores portugueses
- 1508 - 1509 - Diogo de Azambuja
- 1509 - 1510 - Pedro de Azevedo
- 1510 - 1516 (19 de maio) - Nuno Fernandes de Ataíde
- 1516 - 1520 - D. Nuno Mascarenhas
- 1520 - 1522 - Francisco Lopes Girão
- 1523 - 1525 (9 de outubro) - Gonçalo Mendes Sacoto
- 1525 (9 de outubro) - 1529 - Garcia de Melo
- 1529 - 1533 - Francisco Lopes Girão (segunda vez)
- 1533 - D. João de Faro
- 1534 - Rui Freire
- 1534 (março) - 1534 (maio) - Luís de Loureiro
- 1534 (maio) - 1534 (setembro) - D. Garcia de Noronha
- 1534 (setembro) - 1535 - D. Jorge de Noronha
- 1535 - 1541 - D. Rodrigo de Castro[2]
- 1541 - 1542 Luís de Loureiro (segunda vez)

### Abertura à Europa
De novo ligada a Marraquexe sob os Saadianos, Safim mantém-se como um dos portos mais importantes do reino até à fundação de Essaouira, na segunda metade do século XVII. Foi sede de vários consulados estrangeiros e no século XIX participa na abertura comercial de Marrocos às potências estrangeiras.
À semelhança de Tânger, a comunidade judia é importante e não ocupa uma mellah (bairo especificamente para judeus). A existência de cultos mistos judeu-muçulmanos, como a dos Oulad Zmirro, os sete santos judeus enterrados em Safim, que perdurou até meados do século XX, atesta as boas relações entre as duas comunidades.
No século XVII, o cônsul de França tem a sua residência em Safim e é nesta cidade que o comandante de Rasilly assina em nome de Luís XIII vários tratados de comércio entre o Império Charifiano e França. No entanto, a cidade declina completamente no século XIX.

### Século XX
Safim volta a ganhar importância e a desenvolver-se com a pesca industrial, sobretudo de sardinha. A indústria conserveira ligada a sardinha desenvolveu-se durante a Segunda Guerra Mundial e o porto de Safim tornou-se o principal porto de pesca de sardinha do mundo nos anos 1950. A cidade é igualmente o ponto de escoamento dos minerais de Jbilet e dos fosfatos de Youssoufia (90 quilómetros a nordeste).
Nos anos 1970 foi construído um grande complexo químico alguns quilómetros a sul da cidade.

## Demografia
A evolução demografica da cidade de Safim foi a seguinte:
| Censo de:  | 1994    | 2004    | 2014    |
| ---------- | ------- | ------- | ------- |
| Habitantes | 262.276 | 284.750 | 308.508 |